# Březno (Mladá Boleslav-i járás)
Březno település Csehországban, a Mladá Boleslav-i járásban. Březno Dobrovice, Dlouhá Lhota, Lhotky, Sukorady, Petkovy, Nová Telib, Semčice, Židněves, Kolomuty és Ctiměřice településekkel határos. Lakosainak száma 1064 fő (2024. január 1.).

## Népesség
A település lakosságának változását az alábbi diagram mutatja:
| Lakosok száma | 719  | 660  | 723  | 586  | 580  | 585  | 992  | 1027 | 1045 | 1064 |
|               | 1869 | 1890 | 1921 | 1950 | 1980 | 2001 | 2017 | 2019 | 2022 | 2024 |